# Jean Ray (giurista)
Jean Ray (1884 – 1943) è stato un giurista, filosofo e sociologo francese.

## Biografia
Alunno dell'École Normale Supérieure, docente (agrégé) di filosofia e laureato in lettere e in giurisprudenza, fu tra gli allievi di Émile Durkheim.
Dal 1934 al 1940 passò a dirigere la Série C (Sociologie juridique et morale)  degli "Annales Sociologiques" (già "L'Année sociologique", rivista fondata da Durkheim nel 1898). Entrato nella carriera diplomatica, fu consigliere giuridico dell'Ambasciata di Francia in Giappone. Insegnò all'Institut des Hautes études internationales ed al Centre européen de la Dotation Carnegie.

## L'istitutismo giuridico
Jean Ray è ritenuto – unitamente al filosofo del diritto italiano Cesare Goretti -  esponente dell’istitutismo giuridico.
Nella filosofia del diritto occidentale del XX secolo, si individuano tre teorie dell'"istituzionalità nel giuridico" (Lorini):
- istitutismo: teoria del diritto quale insieme di istituti giuridici; gli istituti sono concepiti in Goretti "come una sorta di azioni coordinate, costituenti un equilibrio tipico e costante di finalità che si fissano in un complesso di mezzi" e in Ray "come costruzioni giuridiche"[7][8][9]
- istituzionalismo: teoria del diritto quale istituzione[6][8] (Santi Romano, Maurice Hauriou).
- neo-istituzionalismo: il diritto è rappresentato da fatti istituzionali (Neil McCormick, Ota Weinberger).[7][10][11]

## Opere

### Scritti principali
- La méthode de l'économie politique d'après John Stuart Mill, Recueil Sirey, Paris, 1914
- Index du Code Civil: contenant tous les mots qui figurent dans le texte du Code accompagnés de références à tous les articles où ils se trouvent et illustrés de citations qui peuvent en éclairer le sens ou l'emploi, ed. F. Alcan, Paris, 1926
- Essai sur la structure logique du Code civil français, ed. F. Alcan, Paris, 1926; traduzione (parziale) italiana di Andrea Rossetti, La struttura logica del codice civile francese, in Uberto Scarpelli – Paolo Di Lucia (curr.), Il linguaggio del diritto, Edizioni Universitarie di Lettere Economia e Diritto, Milano, 1994, 281
- La Révolution française et la pensée juridique: l'idée du règne de la loi, "Revue historique de la France et de l'étranger", 1939, 364; traduzione italiana La rivoluzione francese e il pensiero giuridico: l'idea del regno della legge, Edizione Lavoro, Roma, 1989 ISBN 9788879104258
- La communauté internationale d'après les traités du XVIe siècle à nos jours, "Annales sociologiques", 1938, 14

### Altre opere
- De la notion de donation en droit civil français, L. Larose et L. Tenin, Paris, 1912
- Commentaire du pacte de la Société des Nations selon la politique et la jurisprudence des organes de la Société, Libr. du Recueil Sirey, Paris, 1920 (nuove ed. 1921, 1930)
- Le Traité d'alliance japono-britannique doit-il être considéré comme incompatible avec le pacte de la Société des nations, Tokio, 1920
- De l'irrecevabilité du pourvoi en cassation pour violation ou fausse application d'une loi étrangère, Tokio, 1920
- Un précédent à la question des dettes : la liquidation d'une dette de guerre de la France envers les États-Unis, le Conflit de 1834-1836, Recueil Sirey, Paris, 1933
- Le Conflit sino-japonais et la Société des nations. La Position, l'oeuvre et la politique du Japon en Mandchourie, Paris, 1933
- La Politique et la jurisprudence de la Société des Nations, Recueil Sirey, Paris, 1935
- Le Japon, grande puissance moderne, Plon, Paris, 1941; nuova ed. 1942
- Commentaire du statut de l'organisation internationale du travail, senza data